# Connektor :567:
A Connektor :567: a Tankcsapda 1997-ben megjelent ötödik stúdióalbuma. A megszokott Tankcsapda-hangzástól elrugaszkodó anyag a zenekar életművének legvitatottabb alkotása. Megpróbáltak az aktuális trendeket bevonni a zenéjükbe és a jellegzetes rock and roll életérzés csak nyomokban fedezhető fel a lemezen. Az album egyértelmű csalódás volt a rajongók számára.
A Connektor :567: az utolsó Tankcsapda-album, amelyen az alapító tag Buzsik György dobol. Szintén az utolsó stúdióalbum volt a Connektor :567:, amelyet a Magneoton számára készítettek. A következő Tankcsapda-lemezt már a Sony Music gondozta.

## Az album dalai
1. Vezér – 3:07
2. Bárány – 4:21
3. Sztyuárdesz – 2:38
4. Vonat – 1:33
5. Múlik – 4:44
6. Disco – 2:42
7. Forrás – 5:21
8. Boka – 3:51
9. Rio – 2:57
10. Kicsikét – 2:42
11. Tavasszal – 4:29
12. Kérdezz! – 3:34
13. Akapulkó – 5:28

## Közreműködők
- Lukács László – basszusgitár, billentyűk, ének
- Molnár "Cseresznye" Levente – gitár, billentyűk
- Buzsik György – dobok